# 罗会元
罗会元（1923年9月—2013年9月），男，上海人，毕业于约翰-霍普金斯大学医学院（M.D. '51） 。中国医学遗传学家，曾任中国医学科学院基础医学研究所研究员、中国协和医科大学基础医学院医学遗传室教授，主任，博士生导师，中华医学遗传学会主任委员，中国遗传学会理事。 1999年被霍普金斯大学医学院校友会授予 Samuel P. Asper Award for Achievement in Advancing International Medical Education

## 家庭
父亲罗运炎。